# 대한민국 상법 제359조
대한민국 상법 제359조는 주권의 선의취득에 대한 상법 회사법의 조문이다.

## 조문
제359조 (주권의 선의취득)
수표법 제21조의 규정은 주권에 관하여 이를 준용한다.

## 주해
1. ↑  제21조 (수표의 선의취득)
사유의 여하를 불문하고 수표의 점유를 잃은 자가 있는 경우에 그 수표의 소지인은 그 수표가 소지인출급식인 때 또는 배서로 양도할 수 있는 수표의 소지인이 제19조의 규정에 의하여 그 권리를 증명한 때에는 그 수표를 반환할 의무가 없다. 그러나 소지인이 악의 또는 중대한 과실로 인하여 수표를 취득한 때에는 그러하지 아니하다.